# Divizia A de handbal feminin 2014-2015
Divizia A de handbal feminin 2014-2015 a fost a 49-a ediție a eșalonului valoric secund al campionatului național de handbal feminin românesc. Competiția a purtat anterior numele Categoria B sau Divizia B, însă a fost redenumită în 1996, când fosta Divizie A a devenit Liga Națională. Întrecerea este organizată anual de Federația Română de Handbal (FRH).
La sfârșitul competiției, două echipe au promovat direct în Liga Națională 2015-2016, iar alte patru au primit dreptul de participare la un baraj de promovare. Național Râmnicu Vâlcea, clasată pe locul 3 în seria B, nu a avut drept de promovare în Liga Națională, locul ei fiind luat la turneul de baraj de următoarea clasată, CSM Slatina. CS Rapid București și HC Alba Sebeș sunt echipele care au promovat direct, iar CS Măgura Cisnădie a promovat în urma meciurilor de baraj.

## Echipe participante
Precum în fiecare an, cele două serii au fost împărțite pe criterii geografice, cu scopul de a limita deplasările lungi și a reduce astfel costurile.

### Seria A
În seria A au concurat 11 echipe. Acestea au fost:
| - CS Știința Bacău - CSM București II - CS Rapid București - CSU Știința București - ACS Spartac București - ACS Școala 181 București | - CS HM Buzău - CSU Danubius Galați - HCF Piatra Neamț - HC Activ CSO Plopeni - CSU Târgoviște |

### Seria B
În seria B au concurat 10 echipe. Acestea au fost:
| - CSȘ 2 Baia Mare - CSM Bistrița - CS Măgura Cisnădie - Național Râmnicu Vâlcea - SCM Pitești | - CS Universitatea Reșița - HC Alba Sebeș - CSM Slatina - CS Timișoara - CSU de Vest Timișoara |

## Clasament
|  | Echipe promovate în Liga Națională 2015-2016      |
|  | Echipe care au participat la barajul de promovare |

### Seria A
Clasament valabil pe 6 mai 2015, la finalul competiției.
| Poz. | Echipa                        | J  | V  | E | Î  | GM  | GP  | DG    | P  |
| ---- | ----------------------------- | -- | -- | - | -- | --- | --- | ----- | -- |
| 1    | CS Rapid USL Metrou București | 20 | 19 | 1 | 0  | 696 | 510 | + 186 | 58 |
| 2    | CSU Știința București         | 20 | 16 | 0 | 4  | 661 | 477 | + 184 | 48 |
| 3    | CS HM Buzău                   | 20 | 14 | 2 | 4  | 690 | 542 | + 148 | 44 |
| 4    | CSM București II              | 20 | 10 | 1 | 9  | 542 | 539 | + 3   | 31 |
| 5    | CSU Danubius Galați           | 20 | 10 | 0 | 10 | 579 | 519 | + 60  | 30 |
| 6    | HC Activ CSO Plopeni          | 20 | 10 | 0 | 10 | 537 | 548 | – 11  | 30 |
| 7    | HCF Piatra Neamț              | 20 | 9  | 1 | 11 | 545 | 546 | – 1   | 27 |
| 8    | ACS Școala 181 București      | 20 | 8  | 1 | 11 | 572 | 592 | – 20  | 25 |
| 9    | CS Știința Bacău              | 20 | 8  | 0 | 12 | 530 | 623 | – 93  | 24 |
| 10   | CS Târgoviște                 | 20 | 3  | 0 | 17 | 447 | 693 | – 246 | 9  |
| 11   | ACS Spartac București         | 20 | 0  | 1 | 19 | 432 | 642 | – 210 | 1  |

### Seria B
Clasament valabil pe 6 mai 2015, la finalul competiției.
| Poz. | Echipa                  | J  | V  | E | Î  | GM  | GP  | DG    | P  |
| ---- | ----------------------- | -- | -- | - | -- | --- | --- | ----- | -- |
| 1    | HC Alba Sebeș           | 18 | 17 | 0 | 1  | 605 | 404 | + 201 | 51 |
| 2    | CS Măgura Cisnădie      | 18 | 16 | 0 | 2  | 599 | 379 | + 220 | 48 |
| 3    | Național Râmnicu Vâlcea | 18 | 12 | 1 | 5  | 547 | 468 | + 79  | 37 |
| 4    | CSM Slatina             | 18 | 11 | 0 | 7  | 550 | 513 | + 37  | 33 |
| 5    | CSM Bistrița            | 18 | 10 | 0 | 8  | 488 | 444 | + 44  | 30 |
| 6    | CS Universitatea Reșița | 18 | 9  | 1 | 8  | 497 | 504 | – 7   | 28 |
| 7    | SCM Pitești             | 18 | 6  | 3 | 9  | 484 | 478 | + 6   | 21 |
| 8    | CS Timișoara            | 18 | 3  | 1 | 14 | 464 | 600 | – 136 | 10 |
| 9    | CSU de Vest Timișoara   | 18 | 1  | 1 | 16 | 368 | 644 | – 276 | 4  |
| 10   | CSȘ 2 Baia Mare1)       | 18 | 1  | 1 | 16 | 267 | 435 | – 168 | 1  |

1) CSȘ 2 Baia Mare a fost penalizată cu trei puncte pentru neprezentare.